# República Federal da Jugoslávia
```
   |-
       |
Erro:
:  
valor não especificado para "
nome_comum
"

   |-
       | 
Erro:
:  
valor não especificado para "
continente
"
```

A República Federal da Jugoslávia (português europeu) ou Iugoslávia (português brasileiro) (em sérvio:  Савезна Република Југославија, transl. Savezna Republika Jugoslavija; abreviada RF Iugoslávia ou RFI) foi um estado criado em 27 de abril de 1992, por decisão da Assembleia da Iugoslávia, como estado conjunto da República da Sérvia e da República de Montenegro. Devido à multietnicidade, Voivodina e Kosovo e Metohija tinham o estatuto de províncias autónomas dentro da República da Sérvia, mas com muito menos jurisdição, em comparação com as da época da República Socialista Federativa da Iugoslávia. 
A República Federal da Iugoslávia foi criada pela dissolução da RSFI no início da década de 1990. Existiu até fevereiro de 2003, quando foi criada a união estatal com o nome de Sérvia e Montenegro.  

## Formação

### Desintegração de República Socialista Federativa da Iugoslávia
A República Socialista Federativa da Iugoslávia (RSFI) desintegrou-se em conflitos armados que começaram em março de 1991, e com a declaração de independência das repúblicas da Eslovênia e da Croácia em 25 de junho de 1991. A guerra na Eslovênia entre o Exército Popular Iugoslavo e a Defesa Territorial da República durou dez dias, e cerca de 66 pessoas foram mortas, mas a guerra civil na Croácia transformou-se numa guerra de vários anos durando de 1991 até 1995.

### Conferência de Haia
A União Europeia interveio nos conflitos na RSFI. Sob os auspícios da Comunidade Europeia, desde setembro de 1991, com uma reunião de curta duração em Haia, no Palácio da Paz, a Conferência Internacional sobre a Iugoslávia iniciou os seus trabalhos. Assim começou a conferência plurianual com interrupções, que é chamada de Conferência de Haia ou Conferência Haia-Bruxelas. Em Haia, em 18 de outubro de 1991, o então presidente da conferência, Peter Carrington, propôs que todas as repúblicas iugoslavas ganhassem a independência sem alterar as fronteiras da república, mas o presidente da Sérvia, Slobodan Milošević, recusou-se a aceitar essa proposta, porque os sérvios que estavam em grandes áreas da Croácia e Bósnia e Herzegovina, onde a maioria foi assim privada do direito de continuar a viver no estado unificado da RSFI, e foi dada prioridade ao direito das repúblicas de se separarem da RSFI.  Slobodan Milošević não questionou o direito de separar a Eslovênia e a Macedônia.
O Presidente de Montenegro, Momir Bulatović, inicialmente aceitou a proposta de Carrington, mas logo mudou de ideia e ficou do lado de Milošević. Mesmo assim, algum tipo de federação da Sérvia e Montenegro poderia ser prevista no futuro, uma vez que era apenas uma questão de saber quando a Bósnia e Herzegovina se separaria da RSFI.

### Processo de formação

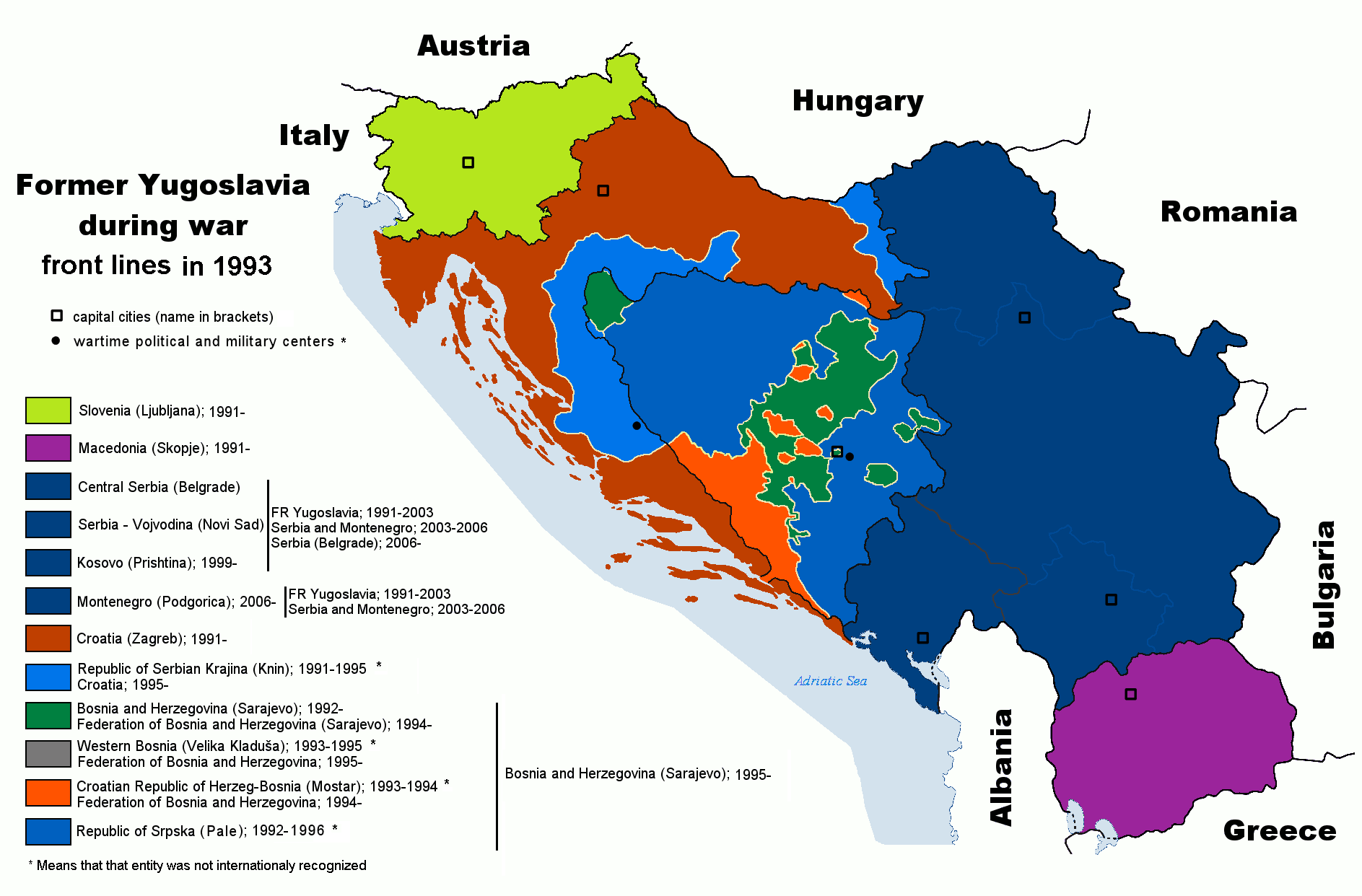
Iugoslávia em 1993

Após o início do reconhecimento da independência da Eslovênia e da Croácia em janeiro de 1992, o governo da Sérvia convidou os primeiros-ministros do Montenegro, da Macedônia e da Bósnia e Herzegovina para discutir a continuação da existência da Iugoslávia, mas os representantes da Macedônia não corresponderam, tal como os representantes dos muçulmanos e croatas da Bósnia e Herzegovina. As Repúblicas da Sérvia e Montenegro não convidaram a República Srpska, nem a República Sérvia de Krajina.
Assim, República Srpska e a República Sérvia de Krajina não foram incluídas na criação da "Nova Iugoslávia". A maioria muçulmana-croata na República Socialista da Bósnia e Herzegovina realizou um referendo em 29 fevereiro e 1 março de 1992 e a maioria dos residentes da Bósnia e Herzegovina declarou-se a favor da independência. Apenas os representantes da Sérvia e Montenegro desde finais de fevereiro de 1992 começaram os preparativos para a elaboração da constituição da nova Iugoslávia, que foi escrita em março de 1992 em Žabljak, Montenegro. Em meados de abril de 1992, o projeto de Constituição do novo estado foi concluído e encaminhado aos parlamentos republicanos, que o adotaram. No entanto, é importante notar que um referendo foi realizado em Montenegro em 1 de Março de 1992. onde a maioria dos cidadãos votou na adesão de Montenegro à federação com a Sérvia, e nenhum referendo semelhante foi realizado na Sérvia.

### Proclamação
No dia 27 de abril de 1992. Em Belgrado, os restantes membros do Conselho Federal da Assembleia da RSFI, que incluía deputados da Sérvia e Montenegro, proclamaram a Constituição da República Federal da Iugoslávia.
De acordo com Constituição, a bandeira do novo estado permaneceu a mesma de seu antecessor - só que sem a estrela de cinco pontas, e o hino nacional permaneceu "Hei, Eslavos!". O novo brasão passou a ser uma águia de duas cabeças, no centro da qual estavam detalhes históricos dos brasões das duas repúblicas.
Alguns residentes das então repúblicas não reconhecidas: Republika Srpska e República Sérvia de Krajina consideraram isto uma traição, porque até então respeitavam a constituição da RSFI, e até queriam aderir à República da Sérvia. No mês seguinte, as tropas restantes do Exército Popular Iugoslavo (JNA) foram retiradas do campo de batalha na Croácia, mas as pessoas nascidas no RSK, bem como a Defesa Territorial local, transformaram-se no Exército Sérvio da Krajina. Parte do JNA participou no início da guerra na Bósnia e Herzegovina, mas logo foi retirada da mesma forma, com exceção das pessoas nascidas na Bósnia e Herzegovina, que formaram o Exército da República de Srpska.

## História

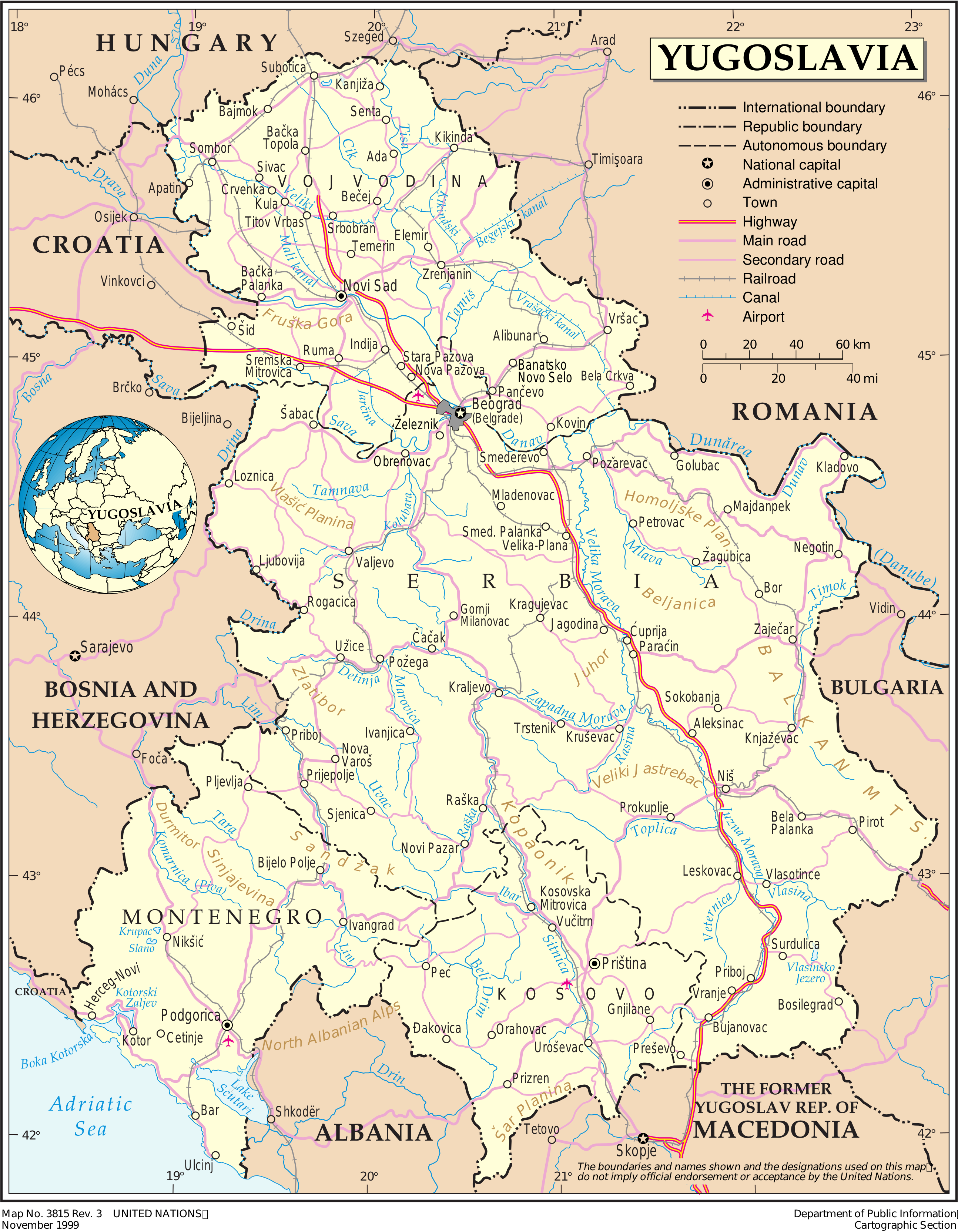
Mapa da República Federal da Iugoslávia

### Época das Sanções da ONU (1992-1995)
Manter a palavra "Iugoslávia" no nome do estado, que apresentava continuidade em relação aos dois estados anteriores, o Reino da Iugoslávia e a República Socialista Federativa da Iugoslávia, não foi facilmente aceito. AUnião Europeia, os Estados Unidos e a maioria dos países da ONU não aceitaram o nome da RFI e não a reconheceram como sucessora da RSFI, em documentos oficiais os nomes dos membros da federação "República da Sérvia, República de Montenegro" ou "República Federal da Iugoslávia (Sérvia) aparecem frequentemente além do nome oficial da RFI e Montenegro)", mas também outros nomes como "área da Antiga Iugoslávia", "restante da Iugoslávia", muitas vezes o nome posterior do país "Sérvia e Montenegro", ou apenas "Sérvia".
Pouco depois da declaração da RFI, enfrentou grandes dificuldades. No início da guerra civil na Bósnia e Herzegovina, em Sarajevo, um incidente em que 16 pessoas morreram levou à condenação da RFI no Conselho de Segurança da ONU com a Resolução 757 de 30 de maio de 1992.  Em 2010, o Conselho de Segurança das Nações Unidas introduziu um embargo total ao comércio com a RFI; A "República Federal da Iugoslávia (Sérvia e Montenegro)" foi punida como a principal culpada pela guerra civil na Bósnia e Herzegovina. De acordo com algumas opiniões: "Foi o início da guerra econômica de todo o mundo contra a Sérvia e os Sérvios, e em tal guerra a Sérvia e os Sérvios não poderiam ser vitoriosos".
Antes da criação da RFI, em janeiro de 1992, a inflação descontrolada começou na Iugoslávia e, desde a Resolução 757, a RFI deteriorava-se e sofria grandes danos. A capacidade da população agrícola de produzir alimentos suficientes, bem como a ajuda externa, salvou o Estado e a população da completa ruína econômica. Tem havido uma proliferação do comércio ilegal. Os contrabandistas importavam principalmente petróleo necessário e o seu preço aumentou significativamente na RFI. Momir Bulatović escreveu que com as sanções "o país foi empurrado para a ilegalidade" e "o próprio estado... teve que infringir a lei". Já em 1992, com a aprovação do governo de Milo Đukanović, começou a ser organizado um grande comércio ilegal de cigarros não tributados para Itália e Sérvia. Inflação na RFI no final de 1993. e no início de 1994. atingiu seu pico em novembro de 1993, segundo estimativas de Dragoslav Avramović. A inflação diária era de quase 18%, e em janeiro de 1994 a inflação diária era de quase 62%, e em dezembro de 1993 os colaboradores recebiam salários que tinham um valor próximo de 20 marcos alemães (10 euros). Naquela época, de acordo com o acordo do presidente da Sérvia, Slobodan Milošević, e do primeiro-ministro da Sérvia, Nikola Šainović, economistas liderados por Dragoslav Avramović, que mais tarde foi nomeado governador do Banco Nacional da Iugoslávia, criaram um plano para deter a inflação., que foi implementado a partir de janeiro de 1994.  Em meados de 1994 houve uma estabilização da economia na Sérvia e registou-se um pequeno aumento na produção industrial, mas os salários médios na RFI eram baixos, ascendendo a cerca de 100 dinares (que valiam 100 marcos alemães, ou 50 euros).
Apesar das dificuldades durante as guerras civis no território da ex-Iugoslávia, desde a RFI até meados de 1994 teve ajuda material e voluntários. Os Ministros das Relações Exteriores dos Estados Unidos, Grã-Bretanha, França, Alemanha e Rússia 30 de julho de 1994 realizaram uma reunião em Genebra e concordaram que as sanções contra a RFI deveriam ser prorrogadas se os sérvios na Bósnia e Herzegovina não aceitassem o plano do chamado "Grupo de Contacto". Por este procedimento, o Conselho de Segurança da ONU “recompensou” a RFI suspendendo parcialmente as sanções introduzidas pela Resolução 757 (30 de maio de 1992), ou seja, o tráfego (aéreo e marítimo), a cooperação cultural, científica e desportiva dos membros da ONU com a RFI foi aprovada.
Além disso, para além das sanções contra a Republika Srpska, todos os contactos com a Republika Sérvia de Krajina foram gradualmente cortados. Isto enfraqueceu a posição dos sérvios nestes países não reconhecidos. Embora convidada, a República Federal da Iugoslávia (por ordem de Milošević) recusou-se a intervir militarmente para evitar o desaparecimento da República Sérvia de Krajina, ocorrido na operação do exército croata "Operação Tempestade" no início de agosto de 1995, e mais de 200 000 sérvios foram expulsos da Croácia e a maioria foi para a Sérvia. O bombardeamento da OTAN na Republika Srpska em agosto e setembro de 1995 forçou a Republika Srpska a entregar grande parte do seu território aos bósnios e croatas.
Todos estes acontecimentos no final do verão daquele ano levaram às conversações de paz realizadas em Dayton, na Base Aérea de Wright Peterson, em novembro de 1995, a convite dos EUA. Foi necessária a presença de representantes da RFI e suas repúblicas, representantes da Croácia, Izetbegović como líder dos bósnios, também foram convidados representantes dos croatas da Bósnia e Herzegovina. A delegação da Republika Srpska foi liderada por Momčilo Krajišnik (Radovan Karadžić e Ratko Mladić não estavam proibidos de entrar nos EUA), Slobodan Milošević tinha o direito de substituir a delegação da Republika Srpska. Após quase três semanas de negociações, foi alcançado um acordo, pelo qual a Bósnia e Herzegovina foi dividida em duas entidades, República Sérvia e a Federação da Bósnia e Herzegovina, mas com várias instituições conjuntas e como um só estado da Bósnia e Herzegovina. O acordo foi assinado em 21 novembro de 1995, e a paz foi oficialmente concluída em Paris em 14 de dezembro do mesmo ano.  Em Dayton, Slobodan Milošević concordou com Franjo Tuđman sobre a "reintegração" da área de Vukovar e Baranja (que estava sob o controle da ONU, até 1998) na Croácia, com base na qual foi assinado em 12 de novembro de 1995 conhecido como "Acordo Erdut-Zagreb".

### Fortalecimento dos conflitos internos (1996-1998)

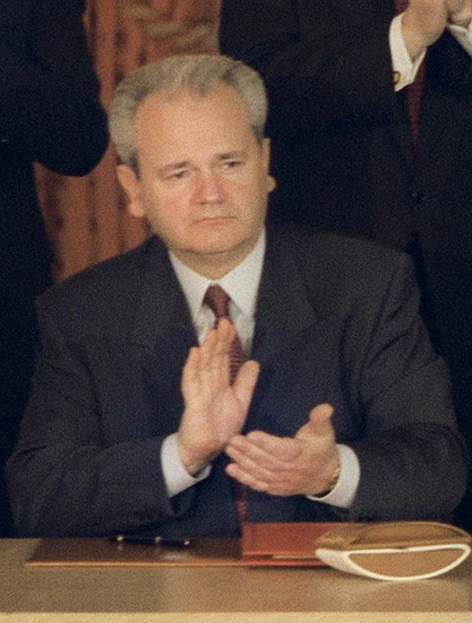
Slobodan Milošević

As guerras civis na Eslovênia, Croácia e Bósnia e Herzegovina levaram à chegada de um grande número de refugiados à Sérvia, mas parte dos refugiados da Sérvia foram para países terceiros. O maior número de refugiados na Sérvia ocorreu em 1996, quando foram registados cerca de 620 000 refugiados. Isto dificultou a situação econômica na RFI. Porém, após as sanções econômicas da ONU e da União Europeia serem suspensas e abolidas, foi permitido uma pequena recuperação econômica da RFI. No entanto, os Estados Unidos não ficaram satisfeitos com a situação da Sérvia no Kosovo e mantiveram o chamado “muro externo de sanções”.  Como parte da pressão sobre a RFI, a sua posição na ONU permaneceu pouco clara, na qual a RFI não foi confirmada como membro. A posição da RFI na ONU não foi resolvida até meados de 1997.  Desde o final de março de 1996 até 1998, o número de ataques armados do Exército de Libertação do Kosovo (KLA) aumentaram, o que levou à Guerra do Kosovo a partir do início de março de 1998  Em 1998, As sanções dos EUA e da UE foram gradualmente restituídas e o Conselho de Segurança da ONU adotou uma decisão que proíbe a venda de armas à RFI.
Antes do início da guerra civil aberta no Kosovo e em Metohija em 1998. Milošević teve fracassos na luta com a oposição na Sérvia e, a partir do final de 1996 e Milo Đukanović começou a rejeitar a política de Milošević como ultrapassada e anunciou a separação de Montenegro da Sérvia, ou seja, a dissolução da RFI. Em novembro de 1996 nas eleições para a Assembleia Federal da RFI, a coligação SPS-JUL-ND de Milošević venceu e conseguiu criar um governo federal com o apoio do SNP montenegrino, mas nas eleições locais a lista da oposição Zajedno obteve a maioria em quase todos os principais cidades e municípios (Belgrado, Novi Sad, Niš, Kragujevac, Šabac, Zrenjanin e outros), mas teve que organizar vários meses de manifestações civis e estudantis para que Milosevic admitisse a derrota.
A nova convocação da Assembleia Federal (Conselho dos Cidadãos e Conselho das Repúblicas) elegeu Slobodan Milošević como o novo presidente da RFI, após expirarem ambos os seus mandatos como presidente da Sérvia, em 15 de julho de 1997. A crescente insatisfação dos partidos de Zajedno em relação a Milošević e ao SPS levou a um boicote parcial às eleições para a Assembleia da Sérvia em setembro de 1997, mas a coligação de Milošević (SPS-JUL-ND) não teve maioria suficiente e teve que fazer um acordo com o Partido Radical Sérvio para formar um novo governo na Sérvia em 24 de março de 1998 em que o presidente seria Mirko Marjanović. Após várias repetições das eleições presidenciais da república, devido à participação insuficiente, Milan Milutinović do SPS foi eleito o novo presidente da Sérvia em dezembro de 1997.
No que diz respeito ao Montenegro, após as eleições de outubro de 1997, Milo Đukanović do Partido Democrático dos Socialistas de Montenegro tornou-se o seu presidente, e a coligação política em torno de Milo no Montenegro obteve a maioria parlamentar em maio de 1998. O novo regime era pela cooperação com o Ocidente, maiores poderes da república em comparação com a federação e, em última análise, pela independência. Milo Đukanović rapidamente começou a materializar as suas ideias - primeiro introduzindo alfândegas separadas no Montenegro e controlo policial em todas as passagens administrativas com a Sérvia, e a partir de novembro de 2000 foi adotado que o marco alemão deveria ser a moeda oficial, em vez do dinar em Montenegro. Antes da reconstituição, em 2002, foi substituído pelo euro.

### Guerra no Kosovo e ataque da OTAN (1998–2000)

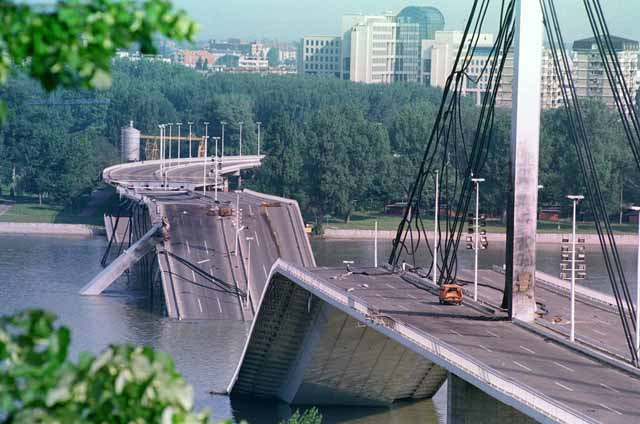
A Ponte da Liberdade em Novi Sad foi destruída durante o bombardeio da OTAN na RFI

Naquela época, o conflito das forças de segurança iugoslavas com a organização separatista dos albaneses do Kosovo, o Exército de Libertação do Kosovo (KLA), que tentou alcançar a independência do Kosovo através da violência, levou à guerra civil de 1998-2000 e as intervenções militares estrangeiras em 1999. Intervenções cada vez mais extensas da polícia, da polícia especial e do exército levaram a operações de guerra reais no Kosovo a partir do início de 1998.  Os EUA e a UE solicitaram a chegada da missão de verificação internacional da OSCE, mas no dia 23 de abril de 1998, foi realizado um referendo no território da Sérvia sobre a chegada de partes internacionais ao território da Sérvia, que rejeitou esmagadoramente este pedido dos países ocidentais. Estes países reativaram as sanções à Iugoslávia, semelhantes às que foram levantadas pela ONU dois anos antes. Devido à crescente autonomia do Montenegro, todas as atividades importantes da RFI a nível internacional foram assumidas pela liderança da Sérvia - as negociações com a comunidade internacional sobre o Kosovo e Metohija foram deixadas para a Sérvia, mas também para o presidente da RFI. Apesar da rejeição do referendo, à medida que o conflito no Kosovo se intensificava (embora o regime afirmasse que se tratava de uma simples intervenção antiterrorista, a artilharia, as unidades blindadas e a Força Aérea estavam agora envolvidas nos combates), a OTAN ameaçou bombardear a Iugoslávia no final de agosto de 1998. Quando o perigo se tornou real em outubro, Slobodan Milošević aprovou o Acordo Holbrooke-Milošević chegada da missão de verificação da OSCE. No entanto, mesmo assim, a guerra continuou com maior intensidade, pela qual a Sérvia e a RFI foram acusadas, após o massacre de Račak em janeiro de 1999, e a última visita do diplomata americano Richard Holbrooke com um ultimato para Slobodan Milošević e a RFI. Provavelmente o evento mais significativo nos onze anos de história da RFI começou, devido à intervenção militar da OTAN de 24 de março até 10 de Junho de 1999, e durante o qual a economia, segundo algumas estimativas recentes, sofreu danos de cerca de 30 mil milhões de dólares, e sofreu um retrocesso de cerca de uma década. A Força Aérea Iugoslava forneceu uma resistência à OTAN. O governo declarou estado de emergência e estado de guerra  e Montenegro recusou-se a aceitar essa decisão, a razão foi o efeito verdadeiramente simbólico da OTAN no seu território, que cessou completamente após menos de 20 dias, quando a resistência também cessou. Os líderes dos países da OTAN consideravam o regime republicano do Montenegro amigável.
No início de junho, Milošević, com a mediação do representante da Rússia Viktor Chernomyrdin e do presidente da Finlândia Martti Ahtisaari, aceitou os termos do fim da guerra, segundo os quais as forças de segurança iugoslavas e a administração deveriam retirar-se do Kosovo, para dar lugar às tropas da ONU, a KFOR e a UNMIK. O acordo técnico-militar de retirada foi assinado em Kumanovo no dia 9 de junho de 1999, Wesley V. Clark ordenou o fim dos ataques aéreos em 10 de junho de 1999 e o Conselho de Segurança da ONU adoptou a Resolução 1244.
O Exército Iugoslavo e as forças policiais retiraram-se do Kosovo em 10 de junho de 1999 e um grande número de civis, principalmente sérvios, os acompanhou.  Cederam o seu lugar às forças internacionais e à administração e, após autorização das autoridades iugoslavas, no dia 12 de junho. As tropas russas chegaram pela primeira vez no Kosovo, vindas da Bósnia e Herzegovina. Eles ocuparam vários edifícios importantes na província por vários dias, mas depois recuaram. A guerra terminou formalmente, mas os membros do KLA vieram com a KFOR e alguns deles continuaram a travar uma guerra civil contra os sérvios nos anos 1999 e 2000.

### Derrubada de Slobodan Milošević (2000)
Milošević reprimia a oposição, organizações não governamentais e meios de comunicação independentes. Como o fim de seu primeiro mandato como presidente da Iugoslávia, aproximando-se (anteriormente, ele havia sido eleito presidente da Sérvia, em dois mandatos, de 1989 a 1997), em 6 de julho de 2000, as regras da eleição do presidente foram alteradas.

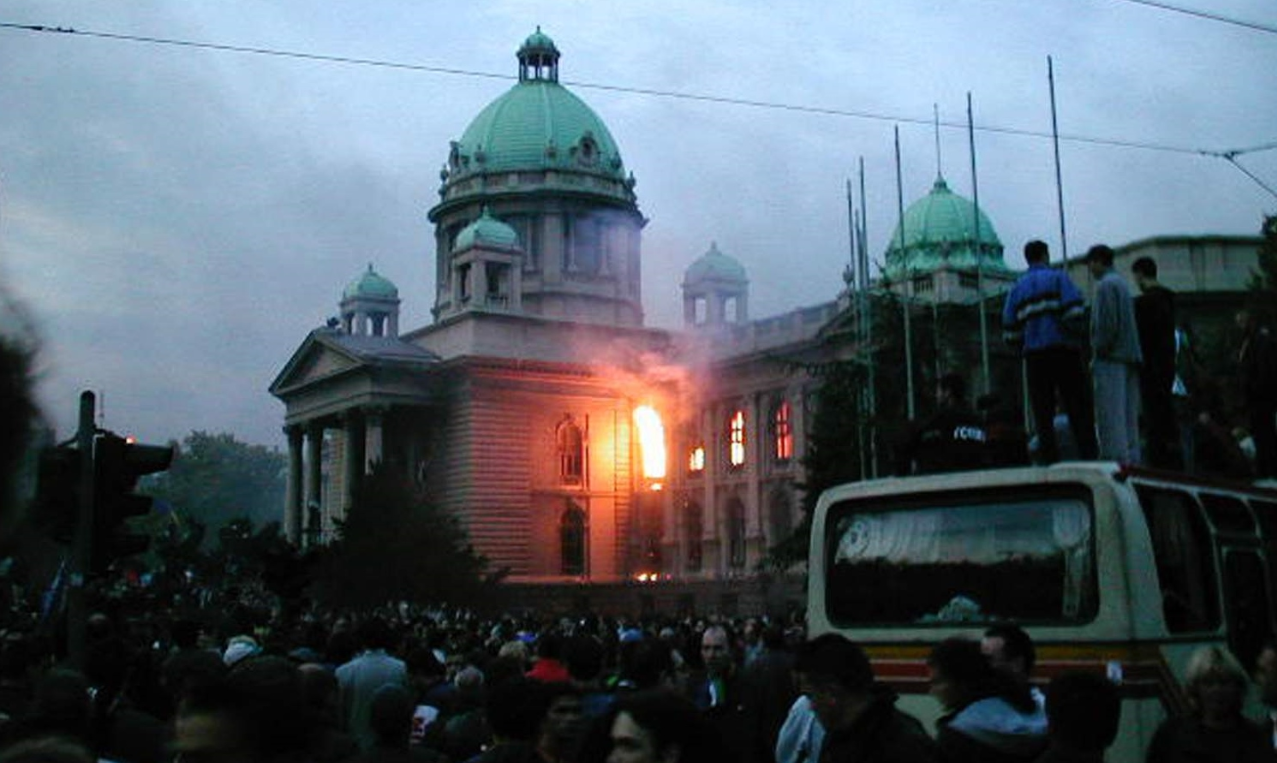
Casa da Assembleia Nacional da República da Sérvia em chamas

Em 1 de abril de 2001, Milošević foi preso pela polícia sérvia acusado de fraude e abuso de poder, e em 28 de junho de 2001, foi transferido para Haia para ser julgado pelo Tribunal Penal Internacional para a ex-Iugoslávia. Mais tarde, seria encontrado morto em sua cela no dia 11 de março de 2006, alguns meses antes da conclusão do seu julgamento.

### 2000–2003
Após as mudanças de 5 de outubro, o país saiu do isolamento, pelo que as sanções da UE e dos EUA foram rapidamente retiradas contra a RFI. Em 1 de novembro de 2000 tornou-se membro das Nações Unidas, e logo foi admitido em outras organizações internacionais: OSCE, Interpol, FMI e outras. O governo montenegrino insistiu cada vez mais na independência, ou pelo menos numa reorganização completa numa "União de dois estados independentes". Os principais problemas do novo governo foram os ataques terroristas cada vez mais violentos na chamada "zona tampão", ou seja, a zona de segurança terrestre de cinco quilômetros desmilitarizados na área dos municípios de Preševo, Medveđa e Bujanovac, que foram realizados pela organização terrorista albanesa Exército de Libertação de Preševo, Medveđa e Bujanovac (UÇPMB / OVPMB), durante 2000 e no primeiro semestre de 2001, exigindo a anexação destes três municípios ao Kosovo. Este problema foi resolvido mais tarde, quando eclodiram confrontos com terroristas albaneses na Macedônia, quando a KFOR permitiu a Forças de segurança iugoslavas a regressar à zona de segurança terrestre no território daqueles três municípios. Ao mesmo tempo, o último território disputado entre a Croácia e o Montenegro — Prevlaka, foi anexado à Croácia, após negociações entre a Croácia, por um lado, e a RFI e Montenegro, por outro. A frase "União de dois estados independentes" é cada vez mais falada em Montenegro, como durante 2001 começaram as negociações sobre a reorganização do estado federal entre a Sérvia e Montenegro.
Em 14 de março 2002, os funcionários da RFI, da República da Sérvia e da República do Montenegro, na presença do Alto Representante da União Europeia, assinaram os princípios básicos para a reorganização das relações entre a Sérvia e o Montenegro, que estipulam que a RFI será chamada de Sérvia e Montenegro. Em 4 de fevereiro de 2003, foi formada a União Estatal da Sérvia e Montenegro, baseada na igualdade dos dois estados membros, ou seja, o estado da Sérvia e o estado de Montenegro, pelo que a RFI e o nome "Iugoslávia" deixaram de existir. 

## Repúblicas e Províncias Autônomas

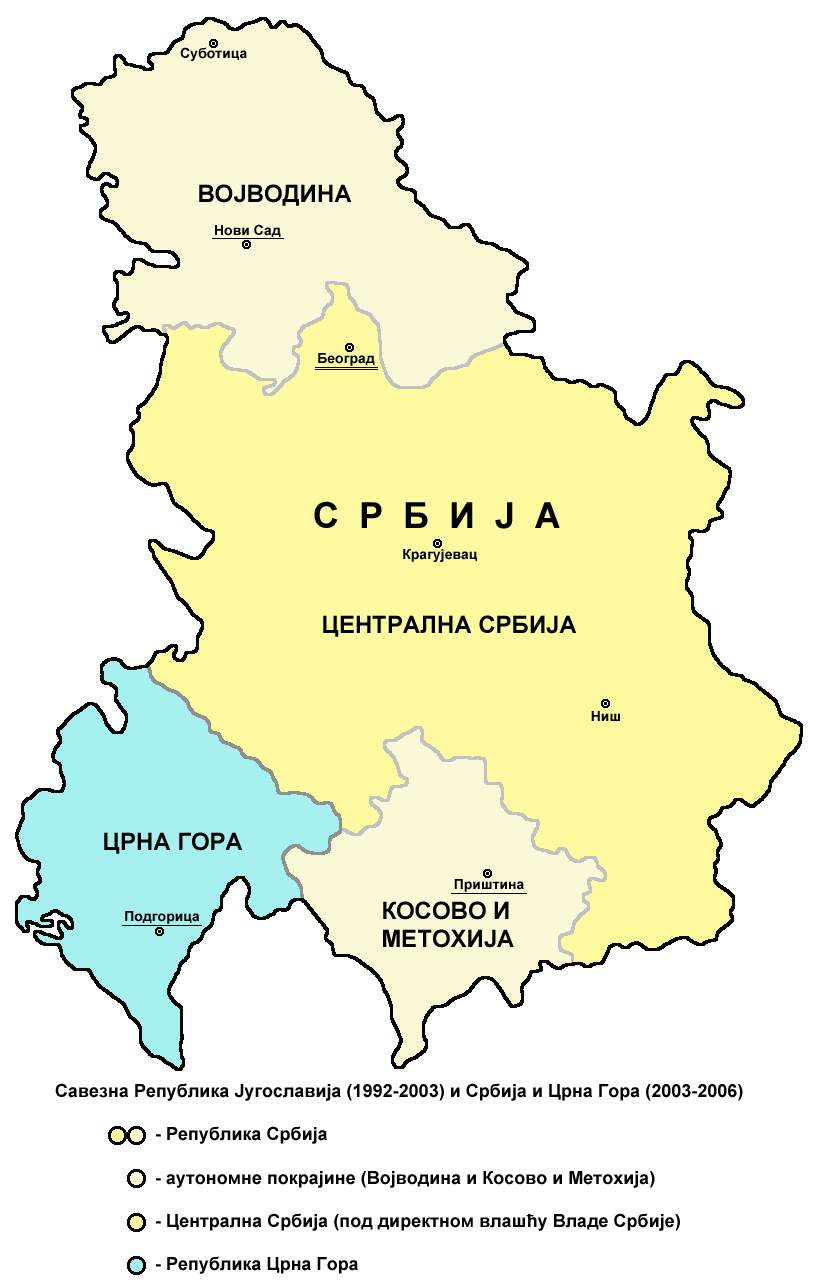
Divisão da República Federal da Iugoslávia — repúblicas e províncias

A RFI foi dividida em duas repúblicas, e de acordo com a constituição de 1990 na República da Sérvia, existiam a Província Autônoma de Voivodina e a Província Autônoma de Kosovo e Metohija.
| Nome                                                      | Capital    | Bandeira | Brasão |
| República da Sérvia - PA Kosovo e Metohija - PA Voivodina | Belgrado   |          |        |
| República de Montenegro                                   | Podgoritza |          |        |

## Geografia
A República Federal da Iugoslávia cobria uma área de 102 173 km2. A extensão total das fronteiras com os países vizinhos era de cerca de 2 586 km.
O maior rio que fluiu pela RFI foi o Danúbio, que fluiu pela RFI numa extensão de cerca de 388 km, de seu comprimento total de cerca de 2.883km, e o rio mais longo que fluiu pela RFI com toda a sua extensão de cerca de 304km foi o Morava do Sul.
O relevo foi extremamente variado. Uma parte significativa da Sérvia está localizada em planícies e colinas mais baixas (exceto o sul, que é montanhoso), e a maior parte de Montenegro é coberta por altas montanhas. Como a Sérvia não tem litoral, toda a costa pertencia a Montenegro. O único fiorde do sul da Europa está localizado na costa montenegrina. O clima era igualmente variado. O norte tem clima continental (invernos frios e verões quentes); a área central é uma combinação de clima continental e mediterrâneo; enquanto no sul o clima Adriático prevalece ao longo da costa, e o interior tem verões e outonos quentes e secos, e invernos relativamente frios com muita neve.

## Demografia
A RFI foi criada em 1992. Logo após o censo de 1991, e segundo ele, cerca de 10 394 026 habitantes viviam no território da RFI. Em 2008, a população urbana no território da Sérvia e Montenegro era de 5 321 364 habitantes ou 51,2%. A maior cidade era Belgrado, que tinha cerca de 1 136 786 habitantes. Além de Belgrado, mais de 100 mil habitantes viviam nas cidades: Novi Sad (178.896 habitantes), Niš (175 555 habitantes), Kragujevac (146 607 habitantes), Podgorica (118 058 habitantes), Subotica (100 219 habitantes), e Pristina.
| República Federal da Iugoslávia em 1992 | República Federal da Iugoslávia em 1992 | República Federal da Iugoslávia em 1992 | República Federal da Iugoslávia em 1992 | República Federal da Iugoslávia em 1992 |
| --------------------------------------- | --------------------------------------- | --------------------------------------- | --------------------------------------- | --------------------------------------- |
|                                         |                                         |                                         |                                         |                                         |
| Sérvios                                 | Sérvios                                 |                                         | 6 504 048                               | 6 504 048                               |
| Albaneses                               | Albaneses                               |                                         | 1 714 768                               | 1 714 768                               |
| Montenegrinos                           | Montenegrinos                           |                                         | 519 766                                 | 519 766                                 |
| Iugoslavos                              | Iugoslavos                              |                                         | 349 784                                 | 349 784                                 |
| Húngaros                                | Húngaros                                |                                         | 344 147                                 | 344 147                                 |
| Muçulmanos                              | Muçulmanos                              |                                         | 336 025                                 | 336 025                                 |
| Outros                                  | Outros                                  |                                         | 625 488                                 | 625 488                                 |

O censo na Sérvia foi realizado em 2002, mas não foi implementado na área da Província Autônoma de Kosovo e Metohija, e de acordo com esse censo havia 7 498 001 habitantes na Sérvia, sem Kosovo e Metohija. Destes, 6 212 838 habitantes ou 82,9% eram sérvios.  O censo em Montenegro foi realizado em 2003 e segundo ele havia cerca de 620 145 habitantes naquela área, os mais numerosos eram os montenegrinos (278 865) e os sérvios (178 110).  Coletivamente no território da Sérvia (sem Kosovo) e Montenegro nos censos de 2002 e 2003 havia cerca de 8 118 146 habitantes.
| República Federal da Iugoslávia (sem Kosovo) 2002/2003 | República Federal da Iugoslávia (sem Kosovo) 2002/2003 | República Federal da Iugoslávia (sem Kosovo) 2002/2003 | República Federal da Iugoslávia (sem Kosovo) 2002/2003 | República Federal da Iugoslávia (sem Kosovo) 2002/2003 |
| ------------------------------------------------------ | ------------------------------------------------------ | ------------------------------------------------------ | ------------------------------------------------------ | ------------------------------------------------------ |
|                                                        |                                                        |                                                        |                                                        |                                                        |
| Sérvios                                                | Sérvios                                                |                                                        | 6 390 948                                              | 6 390 948                                              |
| Montenegrinos                                          | Montenegrinos                                          |                                                        | 347 914                                                | 347 914                                                |
| Húngaros                                               | Húngaros                                               |                                                        | 293 636                                                | 293 636                                                |
| Bósnios                                                | Bósnios                                                |                                                        | 189 692                                                | 189 692                                                |
| Ciganos                                                | Ciganos                                                |                                                        | 114 444                                                | 114 444                                                |
| Outros                                                 | Outros                                                 |                                                        | 971 204                                                | 971 204                                                |

## Política

### Presidentes
Até 24 de setembro de 2000, o presidente da RFI foi eleito na Assembleia Federal, composta pelo Conselho dos Cidadãos e pelo Conselho da República. A Assembleia Federal da RFI elegeu o primeiro presidente da RFI em 15 de junho de 1992 Dobrica Cósic. Em 1993, membros do SRS acusaram-no de tentativa de golpe militar contra o Presidente da República da Sérvia - Slobodan Milosevic, ou seja, de violação da Constituição, e em 1 de junho de 1993. Os deputados do Partido Socialista da Sérvia e Partido Radical Sérvio na Assembleia Federal substituíram o presidente Dobrica Ćosić. A Assembleia o elegeu como seu sucessor em 25 de junho de 1993. O membro do SPS Zoran Lilić, que permaneceu no poder até o final do seu mandato de quatro anos.

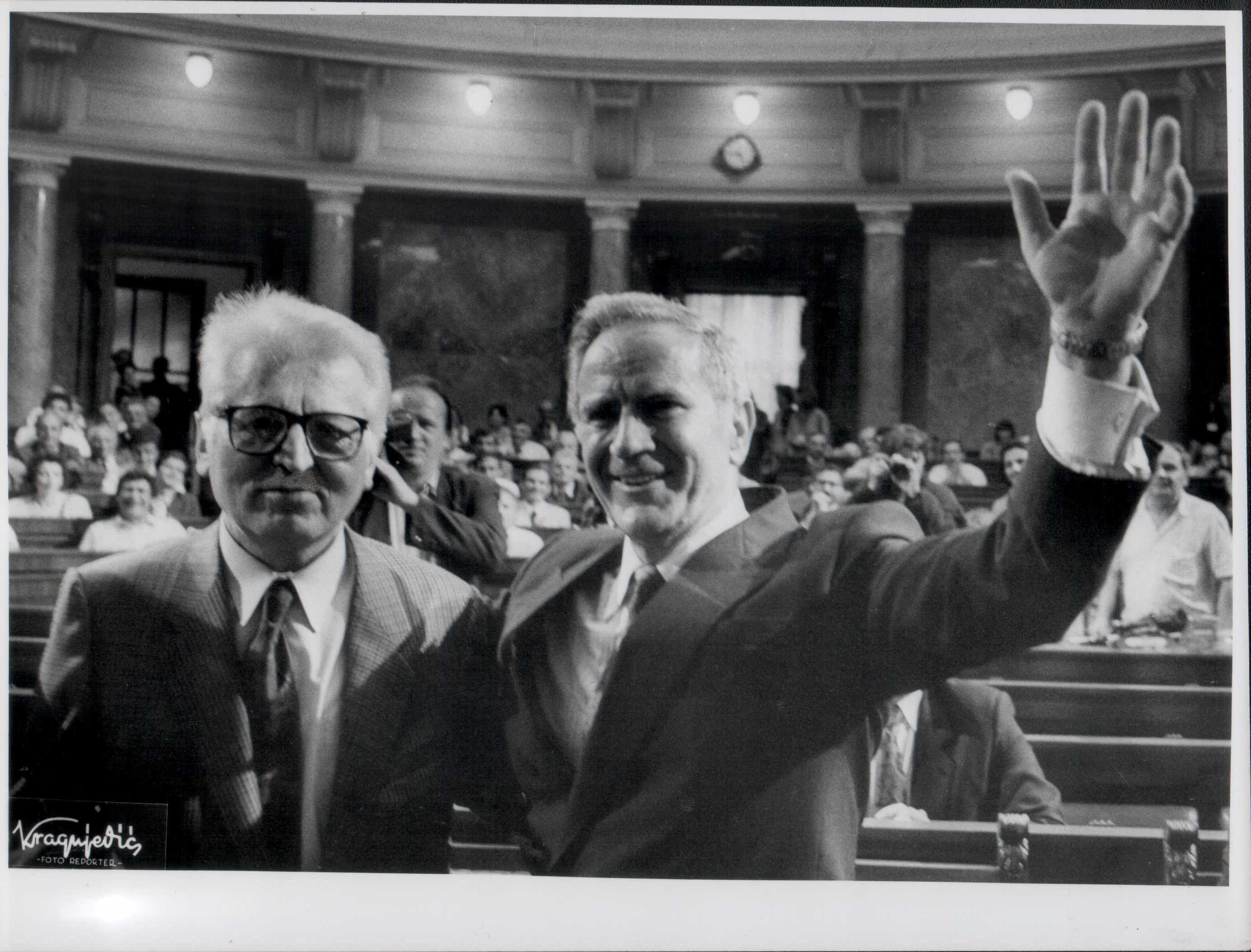
Dobrica Ćosić e Milan Panić

Em julho de 1997 Após o término de ambos os mandatos do Presidente da República da Sérvia, Slobodan Milošević foi eleito Presidente da RFI na Assembleia Federal em 15 de julho de 1997.  Esta função, até então mais simbólica, é a partir de 23 de junho de 1997, se torna significativa quando Slobodan Milošević prestou juramento no Parlamento da RFI e assumiu o cargo de Presidente da RFI, além de ter uma posição quase ditatorial. Em julho de 2000, foram adoptadas alterações constitucionais, pelas quais o presidente foi eleito por voto direto, e que abriram caminho a Milošević para novos mandatos. No entanto, as eleições de 24 de setembro de 2000 ele perdeu, e depois das manifestações de 5 de outubro de 2000, admitiu a derrota e retirou-se para a oposição, porque o SPS perdeu a maioria na assembleia, e logo também a nível republicano. O último presidente da RFI foi Vojislav Koštunica, e permaneceu nesse cargo até à reconstituição em 2003.  

### Primeiros-ministros
De acordo com a constituição, o primeiro-ministro da RFI deveria ser de uma república contrária a do presidente. Assim, todos os presidentes dos governos federais, exceto o primeiro, eram de Montenegro, porque os presidentes eram da Sérvia. O primeiro primeiro-ministro foi Milan Panić (14 de julho de 1992 - dezembro de 1993), o segundo Radoje Kontić (fevereiro de 1992 - 1998), o terceiro Momir Bulatović (20 de maio de 1998 a novembro de 2000). Zoran Žižić tornou-se o primeiro primeiro-ministro após as mudanças de 5 de outubro de 2000, renunciou em 29 de junho de 2001 e após sua renúncia, Dragiša Pešić tornou-se o último primeiro-ministro federal.

## Exército

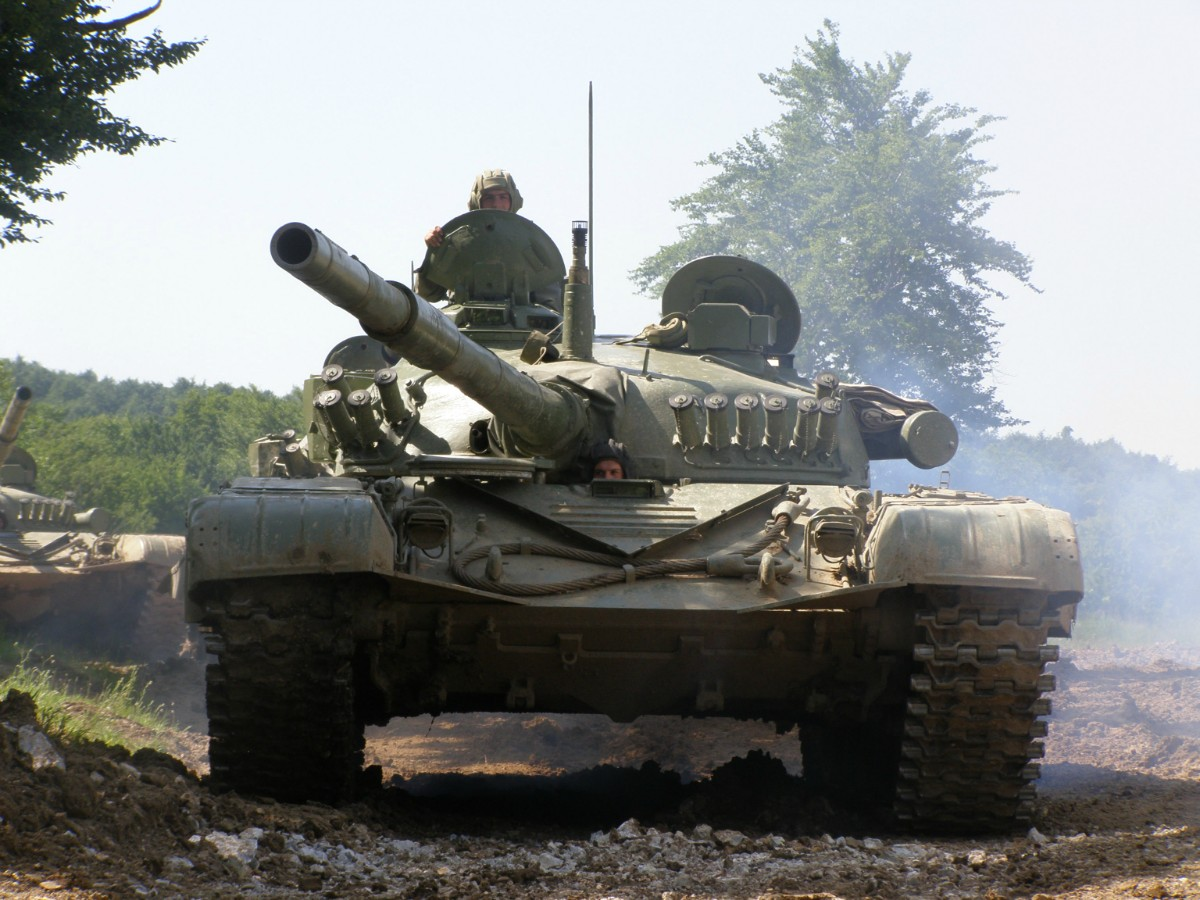
M-84 (o tanque mais moderno do arsenal do Exército Iugoslavo)

Em maio de 1992 a parte principal do Exército Popular Iugoslavo, que estava localizada no território da Sérvia e Montenegro, foi renomeada como Exército Iugoslavo (VJ), e em 8 de maio de 1992. Em 1993, a Presidência de quatro membros da RSFI aceitou a demissão do Chefe do Estado-Maior General do JNA, Coronel-General Blagoj Adzić, e nomeou o Coronel-General Života Panić como o novo Chefe do Estado-Maior General, que permaneceu no cargo até agosto de 1993, ano em que se aposentou. O Coronel General Momčilo Perišić foi nomeado para o cargo de Chefe do Estado-Maior General do VJ, permanecendo nesse cargo até 24 de novembro de 1998. Em seguida, o Coronel-General Dragoljub Ojdanić foi nomeado Chefe do Estado-Maior General do VJ.  Ojdanić foi transferido para o cargo de Ministro da Defesa no Governo da RFI e o Chefe do Estado-Maior General do VJ foi assumido por Nebojša Pavković em 15 de fevereiro de 2000.
A provação mais grave para o Exército Iugoslavo foi o ataque da OTAN à RFI, que durou de 24 de março a 10 de junho de 1999. A OTAN tinha uma grande vantagem em tecnologia e números. No entanto, o Exército Iugoslavo não demonstrou a sua incapacidade de se defender nessa batalha desigual. O primeiro e até agora o único abate confirmado de uma aeronave com tecnologia stealth foi realizado pelo Exército Iugoslavo em 27 de março de 1999 durante o bombardeio da OTAN na RFI, quando o bombardeiro americano F-117A foi abatido pela 3ª Divisão da 250° Brigada de Defesa Aérea de Foguetes do VJ.

## Economia
Renda nacional da República Federal da Iugoslávia em 1992. 
No início da existência da RFI, a maioria das empresas eram de propriedade estatal ou social, e no setor social em 1992. Em 2008, trabalhavam cerca de 2 328 000 trabalhadores. Ao mesmo tempo, cerca de 207 000 trabalhadores trabalhavam em empresas individuais, ou cerca de 8,2% do emprego total de cerca de 2 535 000 trabalhadores na RFI em 1992. No mesmo ano, o setor social gerou cerca de 73,9% do rendimento nacional total, ou valor recentemente criado, na RFI, e o sector privado gerou cerca de 26,1% do rendimento nacional total.

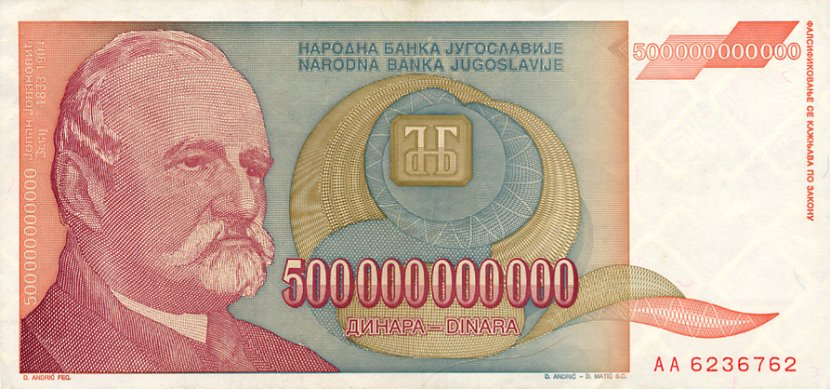
A consequência da hiperinflação na RF Iugoslávia, uma nota de 500 000 000 000 (quinhentos bilhões) de dinares iugoslavos.

O maior impacto na economia da RFI foi causado pelas sanções e pelo embargo introduzidos pela Resolução 757 do Conselho de Segurança das Nações Unidas em 30 de maio de 1992. Em 2008, registou-se na RFI uma diminuição do rendimento nacional, ou do valor recentemente criado. Ao mesmo tempo, o peso da indústria, construção, transportes e ligações no rendimento nacional total diminuiu, enquanto o crescimento foi registado na agricultura, que representou cerca de 23,2% do rendimento nacional em 1994.
O período de sanções durou desde maio de 1992 até novembro de 1995. As sanções levaram a uma queda drástica nos padrões de vida e à escassez de alimentos básicos, medicamentos e energia. Eles tiveram um efeito devastador na economia e na economia do país. Houve uma grande crise econômica no país e o surgimento da hiperinflação, que também viu a emissão de uma nota com a denominação mais alta (de 500 000 000 000 de dinares). Tudo isso levou ao aumento da criminalidade no país, principalmente do contrabando.

## Esportes
O desporto iugoslavo representou, como muitos salientaram, o “orgulho da nação” nos anos difíceis da crise. Exceto nas modalidades individuais, todos os atletas foram excluídos das competições internacionais durante o embargo de 1992-1995. Em maio de 1992, o KK Partizan sagrou-se campeão europeu de basquete, embora tenha jogado em estádios estrangeiros como anfitrião. Embora qualificada, a seleção de futebol da RFI não pôde participar do Campeonato Europeu da Suécia em 1992. Em vez da Iugoslávia, atuou a Dinamarca, que ficou atrás da RFI nas eliminatórias, mas depois até conquistou o título.
Nos Jogos Olímpicos de Atlanta, os jogadores de basquete ficaram em segundo lugar, e a verdadeira sensação foram os terceiros colocados de vôlei. A seleção nacional de futebol foi autorizada a disputar partidas oficiais se classificou para a Copa do Mundo da França em 1998, onde chegou às oitavas de final, onde foi eliminada pela Holanda. Depois de se classificarem com duas partidas históricas contra a Croácia no grupo, os futebolistas se classificaram para o Campeonato Europeu de 2000 nos Países Baixos e na Bélgica, onde chegaram às quartas de final, de onde foram novamente eliminados pelos Países Baixos.